# Lonchura fuscans
Lonchura fuscans là một loài chim trong họ Estrildidae.